# Alainites pascalae
Alainites pascalae is een haft uit de familie Baetidae. De wetenschappelijke naam van de soort is voor het eerst geldig gepubliceerd in 2011 door Gattolliat.
De soort komt voor in het Oriëntaals gebied.